# Fogueira em Alto Mar
Fogueira em Alto Mar é o sétimo álbum de estúdio da cantora e compositora brasileira Ana Carolina, em comemoração aos seus 20 anos de carreira, lançado em 28 de julho de 2019.
Já havia sido disponibilizado em três EPs: o primeiro em 31 de maio, o segundo em 28 de junho, e o terceiro em 26 de julho. Já o álbum completo foi disponibilizado em 28 de julho, concluindo o lançamento.

## Informações do álbum
Nas primeiras faixas, dá para reparar que dois pontos característicos nos sucessos da cantora aparecem com força nesse disco de inéditas, depois de seis anos: as letras românticas contemplativas e o violão bem forte, como em "Encostar na Tua" e "Confesso". Ana Carolina também percebe a "conversa" com seu começo na música.
"1296 Mulheres" lembra, pela letra de Moreira da Silva e Zé Trindade, seu álbum de estúdio anterior, #AC, que era voltado para o pop eletrônico com letras diretas e sensuais, como "Pole Dance" e "Libido".
"Da Vila Vintém ao Fim do Mundo" é um samba em homenagem a Elza Soares, depois de uma encomenda feita pela cantora carioca nunca finalizada.

### Sobre o título
"Fogueira em Alto Mar significa o impossível, onde você não vê terra, você está em alto mar e vê uma fogueira, é praticamente impossível! É um reflexo das relações amorosas, do grau de impossibilidade que existe em todos nós de amar e ser amado e viver pra sempre a dúvida – "Serei amado pra sempre? Ou esse amor vai acabar daqui a uma semana? Será que está tudo bem? O outro está bem? Eu 'tô bem?". Acho que fogueira em alto mar fala desse impossível", — Ana Carolina.

## Singles
"Não Tem no Mapa", lançada em 31 de maio de 2019, é uma parceria de Ana Carolina com Bruno Caliman conhecido por vários hits do mundo sertanejo, o primeiro single teve o cuidado de mostrar a identidade do jeito que os fãs conhecem a cantora: vocais fortes, composição impecável e muito violão e percussão. No videoclipe, dirigido por Fernanda Teixeira e Vinicius Brum, a artista sofre por um amor perdido e sai dirigindo para um lugar qualquer, sem destino, sem mapa. Paralelo à isso, ela relembra as lembranças com a ex-amada, interpretada pela modelo Bruna Carafini, com quem troca beijos e carícias.

## Faixas
| N.º            | Título                                               | Compositor(es)                              | Duração |  |
| 1.             | "Não Tem no Mapa"                                    | Ana Carolina, Bruno Caliman                 | 2:39    |  |
| 2.             | "Fogueira em Alto Mar"                               | Ana Carolina, Bruno Caliman, Zé Manoel      | 3:21    |  |
| 3.             | "O Tempo se Transforma em Memória"                   | Ana Carolina, Antonio Villeroy              | 2:16    |  |
| 4.             | "Da Vila Vintém Ao Fim do Mundo" (part. Elza Soares) | Ana Carolina, Zé Manoel                     | 3:22    |  |
| 5.             | "1296 Mulheres"                                      | Moreira Da Silva, Zé Trindade               | 2:53    |  |
| 6.             | "Canção Antiga"                                      | Ana Carolina, Antonio Villeroy              | 3:51    |  |
| 7.             | "Tudo e Mais Um Pouco"                               | Ana Carolina, Dudu Falcão                   | 3:13    |  |
| 8.             | "Dias Roubados"                                      | Ana Carolina, Antonio Villeroy, Jonas Myrin | 3:42    |  |
| 9.             | "Outra Vez Você"                                     | Ana Carolina, Delia Fischer, Dudu Falcão    | 3:29    |  |
| 10.            | "Com Vista Para Amar"                                | Ana Carolina, Bruno Caliman, Edu Krieger    | 2:34    |  |
| 11.            | "O Que é Que Há?"                                    | Fábio Jr., Sergio Sá                        | 3:41    |  |
| Duração total: | Duração total:                                       | Duração total:                              | 35:06   |  |

### Nota
- ↑[a] Contém citações em francês, inglês e espanhol.

## Histórico de lançamento
| País   | Informação     | Data                | Formato          |
| ------ | -------------- | ------------------- | ---------------- |
| Brasil | EP, Vol. 1     | 31 de maio de 2019  | Download digital |
| Brasil | EP, Vol. 2     | 28 de junho de 2019 | Download digital |
| Brasil | EP, Vol. 3     | 26 de julho de 2019 | Download digital |
| Brasil | Álbum completo | 28 de julho de 2019 | Download digital |